# MoSync
MoSync è un Software Development Kit (SDK) gratuito ed open source per sviluppare applicazioni mobile. Ha una perfetta integrazione con Eclipse IDE, ed è fornito con due licenze diverse: una licenza commerciale ed una licenza GPLv2. Con questo Framework si possono sviluppare applicazioni native per diversi sistemi operativi mobile sia in C/C++ che in HTML5 e JS. Grazie a questi due metodi di sviluppo, risulta facile sviluppare applicazioni sia per gli sviluppatori web che vogliono entrare
MoSync è stato sviluppato dalla società inglese MoSync AB (nome completo: Mobile Sorcery AB). La prima versione è stata distribuita nel 2005 con il supporto limitato a Java ME. Successivamente sono state aggiunte altre tecnologie
Le applicazioni sviluppate in MoSync possono essere sviluppate sia in C e C++ che in HTML5 e JavaScript. Da un codice base, MoSync compila la stessa applicazione per diversi sistemi operativi. MoSync, al momento, supporta Android 2.x-4.x, iOS, Windows Mobile, Windows Phone, Symbian S60, Java Mobile e la piattaforma Moblin.
Il supporto per iOS, Android e Moblin fu annunciato il 19 febbraio 2010 durante il Mobile World Congress del 2010 a Barcellona.

## Interfaccia grafica nativa
La piattaforma MoSync può utilizzare parte dell'interfaccia grafica nativa di Android e iOS dalla versione 2.5 e di Windows Phone dalla versione 3.0. Questa funzione consente di creare Gadget e applicazioni che abbiamo le corrette proprietà in base ad ogni sistema operativo.

## Tecnologia Wormhole
Nella versione 2.7 di MoSync è stata introdotta la tecnologia Wormhole, che permette di utilizzare le API scritte in C tramite il linguaggio JavaScript. Questa funzione è al momento disponibile per Android, Windows Phone e iOS. Per le prossime versioni sarà necessario aspettare a causa della natura multi-piattaforma di MoSynk SDK.